# آبجو در ایران

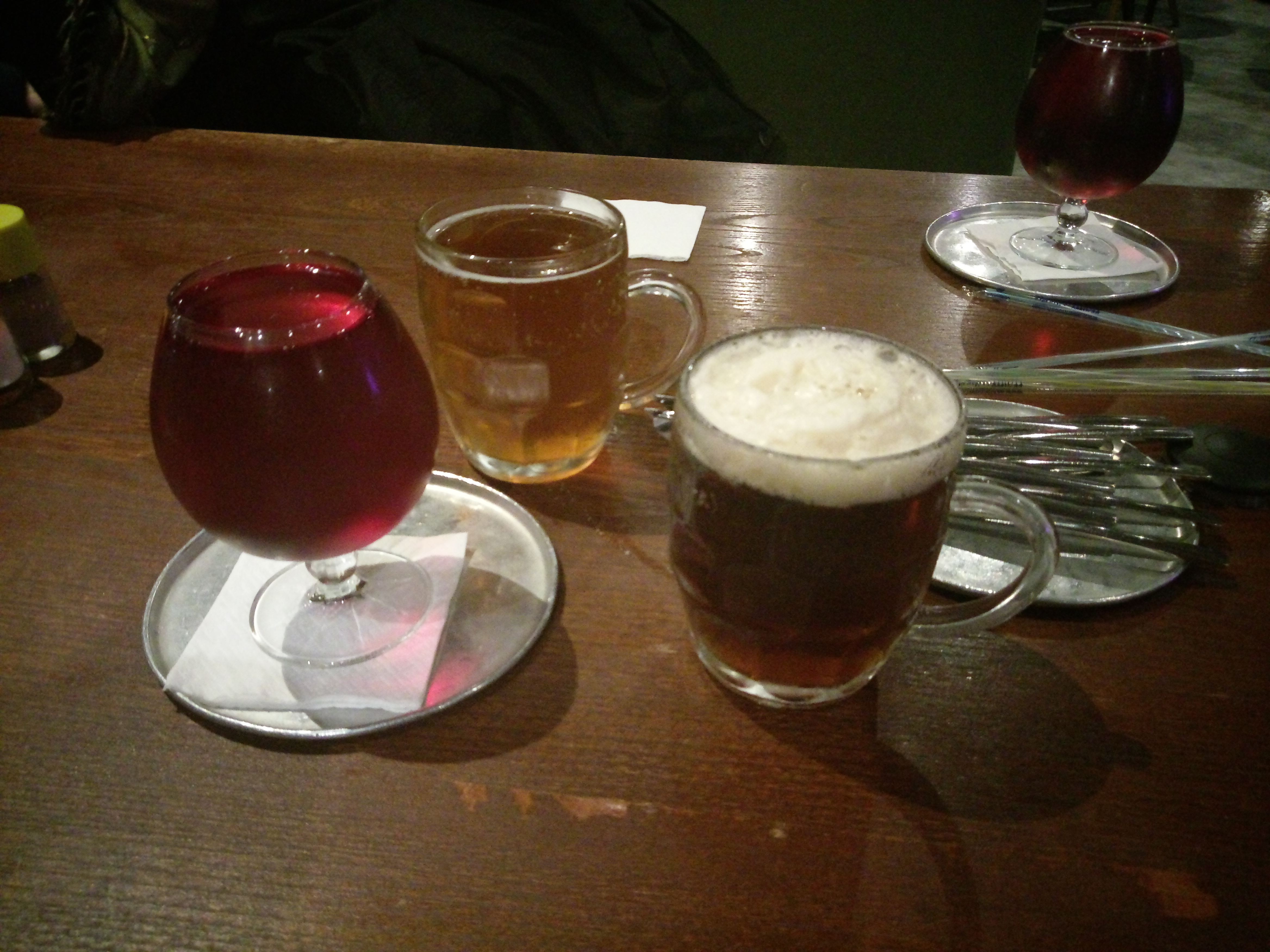
نمونه‌هایی از نوشیدنی‌های غیرالکلی در ایران. خرید و فروش نوشیدنی‌های الکلی و آبجو در ایران غیرقانونی است و معمولاً ماءالشعیر به جای آبجو در ایران فروخته می‌شود.

نخستین شواهد شیمیایی شناخته شده از آبجو در جهان به ۳۵۰۰ تا ۳۱۰۰ سال پیش از میلاد از گودین‌تپه در کوه‌های زاگرس ایران می‌رسد و شواهدی از نوشیدن آبجو در طی مدت طولانی در امپراتوری ایران وجود دارد. از زمان انقلاب ۱۳۵۷ ایران تولید، مالکیت یا توزیع هر نوع نوشیدنی الکلی غیرقانونی و مجازات شده در قانون اسلامی است. در حالی که آبجوهای غیر الکلی تنها در ایران قانونی و موجود هستند، آبجوهای الکلی به صورت غیرقانونی به داخل کشور وارد یا از طریق ساخت آبجو در خانه (آبجوسازی خانگی) تهیه و مصرف می‌شود.

## آمار
در سال ۲۰۰۸، فروش آبجو غیر الکلی در ایران با عملکرد بالا به نرخ رشد دو رقمی در ارزش و حجم را ادامه داد.